# NGC 4706
NGC 4706 (другие обозначения — ESO 323-1, MCG -7-26-55, DRCG 56-44, DCL 278, PGC 43411, CCC 122) — линзообразная галактика (SB0) в созвездии Центавра.
Распределение лучевых скоростей по диску галактики имеет правильную форму, их полная амплитуда в галактике составляет 400 км/с. В центральных 10″ наблюдается ионизованный газ, который вращается как диск с такой же скоростью вращения. Центральная дисперсия скоростей составляет 250 км/с, с удалением от центра быстро спадает и на расстоянии в 30″ от центра достигает 50 км/с.
Этот объект входит в число перечисленных в оригинальной редакции «Нового общего каталога».